# Remedio
Remedio este o companie care deține un lanț de farmacii în România.
Remedio face parte din grupul Newarch și are ca acționari familia Tudorache și fondul de investiții Pharma Investment din Islanda.
Prima farmacie Remedio a fost deschisă în anul 1991 în București de către familia Tudorache.
Din grupul Newarch Investments mai face parte și compania de distribuție de produse farmaceutice Montero.
În martie 2008, Remedio deținea un lanț de 63 de farmacii.
Număr de angajați în 2008: 250
Cifra de afaceri în 2007: 19,7 milioane euro